# لنگرماهی لکه‌دار

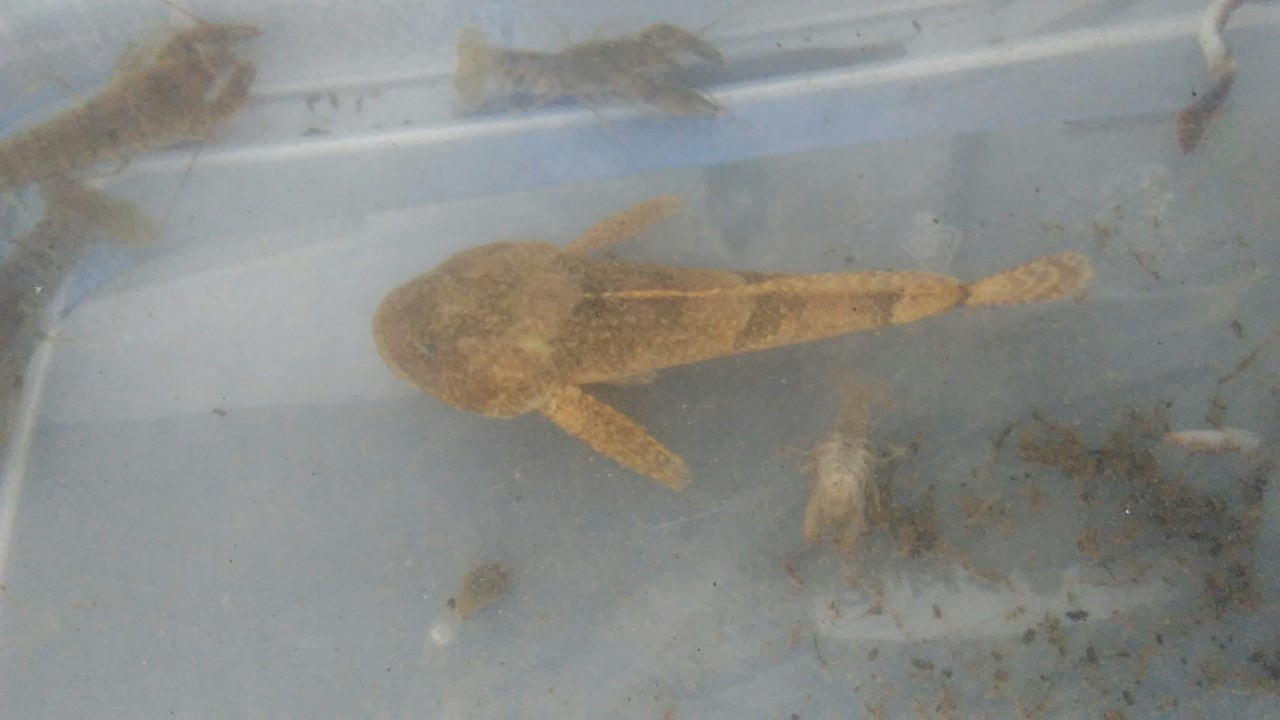

لنگرماهی لکه‌دار (نام علمی: Cottus bairdii) گونه‌ای از پرتوماهی‌های آب شیرین است که وابسته به تیرهٔ لنگرماهیان است. این گونه پراکنش گسترده اما پراکنده در آمریکای شمالی دارد.
همان‌طور که از نام آن پیداست، رنگ آن ترکیبی از نوارها، خال‌ها و لکه‌هایی است که به‌طور تصادفی پخش شده‌اند. باله‌های سینه‌ای بزرگ نواری هستند. باله اول پشتی از خارهای باریک و تا حدودی نرم ساخته شده است و به سختی به پشتی دوم متصل می‌شود. حداکثر طول ۱۵ سانتی‌متر است.